# Вімарано Переш
Вімарано (Вімара) Переш (порт. Vímara Peres; бл. 820–873) — 1-й граф Португальський в 868—873 роках.

## Життєпис
Походив зі знатного астурійського роду. Син Педро Теона, який можливо був позашлюбним сином Бермудо I, короля Астурії. Народився близько 820 року в Ла-Коруньї. Поступив до війська десь наприкінці правління короля Альфонсо II. У 844 році відзначився при обороні Ла-Коруньї від арабських військ.
У 850-х роках під орудою короля Ордоньйо I брав участь у відвоюванні міст Леон, Туї, Асторга, Амайї. У 858 році відзначився під час вигнання норманів з Галісії.
866 року очолив війська, що рушили на Сінтру, сплюндрувавши долину річки Тежу. 867 року після смерті батька успадкував більшість родинних земель в Галісії. У 868 році брав участь у відвоюванні землі на узбережжі річок Мондегу й Дуеро. Отримав від короля Альфонсо III наказав відновити місто-порт Портукаленсе, землі навколо було перетворено на графство. Першим графом став Вімарано Переш.
В подальшому закріпився також в місті Брага, де невдовзі було відновлено єпархію. Активно сприяв розбудові міст. Заснував поселення Вімараніш, де помер 873 року. Йому спадкував син Лусідіо.

## Родина
Дружина — Трудільда
Діти:
- Лусідіо (850—924), 2-й граф Португальський
- Аувіда, дружина Алвіто Гутерреша